# Jorge Mester
Jorge Mester (Ciudad de México, 10 de abril de 1935) es un director de orquesta y violinista mexicano de ascendencia húngara.

## Biografía
Jorge Mester nació en 1935 en la Ciudad de México de padres que emigraron de Hungría. Estudió dirección orquestal con Jean Morel en la Julliard School de Nueva York. Trabajó con  Leonard Bernstein en  Berkshire Music Center y con Albert Wolff. 
En 1955 hizo su debut con la ópera Salomé en el Festival Spoleto en Italia. Dirigió la Orquesta Sinfónica de Boston, la Orquesta Sinfónica de Detroit y la Royal Philharmonic Orchestra. Fue director musical de la Louisville Orchestrain en 1967. De 1969 a 1990 fue director musical del Festival de Aspen y en 1983 fue nombrado director musical de la Orquesta Sinfónica de Pasadena. En 1998 obtuvo la dirección musical de  la Orquesta Filarmónica de la Ciudad de México. Ha sido también director del departamento de dirección en la escuela Julliard y ha dirigido conciertos y óperas en la escuela de música de Thompton. Vive en el sur de California.
Actualmente se desempeña como Director Titular de la Orquesta Filarmónica de Boca del Río